# بوئینگ یال-۱
بوئینگ یال-۱ (انگلیسی: Boeing YAL-1) بستر آزمایشی لیزر هوابرد (قبلاً بنام لیزر هوابرد نامیده شده بود) یک سیستم تسلیحاتی لیزر ید اکسیژن شیمیایی از نوع کویل مگاواتی نصب شده در داخل یک بوئینگ ۷۴۷-۴۰۰ اف اصلاح شده است. این طرح در درجه اول به عنوان یک سیستم دفاع موشکی برای از بین بردن موشک های بالستیک تاکتیکی ، در فاز تقویتی طراحی شده است. در سال ۲۰۰۴ ، این هواپیما بنام یال-۱آ توسط وزارت دفاع ایالات متحده طراحی شد. - یال-۱ با لیزر کم توان ، آزمایش استفاده از خروجی لیزر هنگام پرواز در عملیات هوابرد سال ۲۰۰۷ بود.  لیزر با انرژی بالا برای رهگیری یک هدف آزمایشی در ژانویه ۲۰۱۰ مورد استفاده قرار گرفت و در ماه بعد، با موفقیت دو موشک آزمایشی نابود شدند.  بودجه این برنامه در سال ۲۰۱۰ قطع شد و برنامه در دسامبر ۲۰۱۱ لغو شد. پرواز نهایی آن در ۱۴ فوریه ۲۰۱۲ به پایگاه نیروی هوایی دیویس مونتان در توسان آریزونا ، به منظور تعمیر و نگهداری در قبرستان هواپیماهای ایالات متحده توسط گروه ۳۰۹ بازسازی و تعمیر و نگهداری هوا و فضا. 

## طرح

### کویل
قلب این سیستم را ، کویلی از شش ماژول پیوسته تشکیل داده ، که هر کدام در واقع یک مولد بزرگ اشعهماورا بنفش است. هر ماژول ۳۰۰۰ کیلوگرم(۶۵۰۰ پوند) وزن دارد. هنگام خروج لیزر در یک انفجار پنج ثانیه ای ، میزان انرژی تولید شده بیش از مصرف یکساعت یک خانواده معمولی آمریکایی بود. 

### استفاده از موشک قاره پیما علیه موشک بالستیک تاکتیکی
لیزر هوابرد برای مقابله با موشک های بالستیک تاکتیکی طراحی شده است. این وسیله دارای دامنه کوتاه تر و پرواز آهسته تر از موشک های قاره پیما است. MDA اخیراً اعلام کرده که لیزر هوابرد در طول فاز تقویتی ممکن است علیه موشک های قاره پیما استفاده می شود. نیاز به پرواز بسیار طولانی جهت در موقعیت مناسب قرار گرفتن ، ممکن است بدون پرواز در فضای خصمانه ،ممکن نباشد. موشک های قاره پیما سوخت مایع، که بدنه نازک تر دارند و در فاز تقویتی بیش از موشکهای بالستیک تاکتیکی در فضا باقی می ماند، ممکن است راه ساده تری برای مقابله با موشکهای بالستیک باشند. اگر اهداف طراحی لیزر هوابرد بدست آمده بود، می توانست موشک های قاره پیما سوخت مایع را تا فاصله ۶۰۰ کیلومتری از بین برد. بر مبنای گزارش سال ۲۰۰۳ انجمن فیزیک آمریکا به دفاع موشکی ملی ، محدوده تخریب موشک قاره پیما با سوخت جامد احتمالاً به ۳۰۰ کیلومتر محدود شده است، که خیلی کوتاه تر برد مورد نیاز است. 